# Milwaukee Road clase EP-2
La clase EP-2 del Milwaukee Road comprendía cinco locomotoras eléctricas construidas por General Electric en 1919. Son a menudo conocidas como Bipolares, en referencia a los motores eléctricos bipolares que usaban.  Estaban entre las locomotoras eléctricas más potentes y distintivas de su época, y resumían la modernización del Milwaukee Road. Llegó a simbolizar el ferrocarril durante sus casi 40 años de uso, y siguen siendo una imagen perdurable de la electrificación de la línea principal.

## Diseño
En 1917, siguiendo el tremendo éxito de la electrificación en 1915 de la Mountain Division (División de Montaña), el Milwaukee Road decidió electrificar la Coast Division (División de la Costa). Como parte de este proyecto, solicitó cinco nuevas locomotoras eléctricas a General Electric por $200.000 cada una. Su diseño era radicalmente diferente a las máquinas entregadas previamente por GE para el inicio de la electrificación de la Mountain Division dos años antes. El Milwaukee Road fue el único ferrocarril en adquirir este diseño de locomotora a GE.
La mejora más destacada fue probablemente los motores de tracción usados en las nuevas locomotoras. Fueron conocidos como motores bipolares porque cada uno de los 12 motores tenía campos de sólo dos polos, montados directamente en el chasis junto a los ejes. El rotor estaba montado directamente en el eje motor, conformando un diseño enteramente sin engranajes, de transmisión directa. Este diseño era casi totalmente silencioso, ya que eliminaba no solo el zumbido de los dientes de los engranajes, sino también el de los motores eléctricos a altas RPM. Las EP-2 no fueron las primeras locomotoras eléctricas en usar motores bipolares, que fueron diseñados por Asa F. Batchelder para los motores S del New York Central más de una década antes, pero fueron los más grandes de su época.
La disposición de los bipolares también es inusual. El cuerpo de la locomotora consiste de tres secciones. La sección central, de pequeño tamaño, contenía una caldera para calefaccionar los coches de pasajeros, mientras que las secciones de los extremos, más grandes, contenían el equipamiento eléctrico de la locomotora y las cabinas de los operadores, con un techo redondo distintivo. El chasis de la locomotora era dividido en cuatro secciones, con bisagras en las articulaciones, estando las secciones centrales con las dos secciones intermedias adjuntas a las secciones de los extremos del cuerpo de locomotora. Había doce conjuntos de ruedas motrices, más un eje de apoyo en cada extremo, formando una disposición de ruedas 1B+D+D+B1. Todas las fuerzas de amortiguación se transmitían a través del bastidor de la locomotora.
Las bipolares fueron diseñadas para que una sola de ellas pueda arrastrar cualquier tren de pasajeros del Milwaukee Road, y fueron entregadas originalmente sin control de unidad múltiple. GE afirmó que la velocidad máxima era de 145 km/h, pero el Milwaukee Road las calificó a 115 km/h. Fueron calificadas a 3.180 hp (2,37 MW) continuos con una fuerza de tracción continua de 19.000 kgf, y una fuerza de arrastre en el arranque de 52.600 kgf.

## Historia de servicio

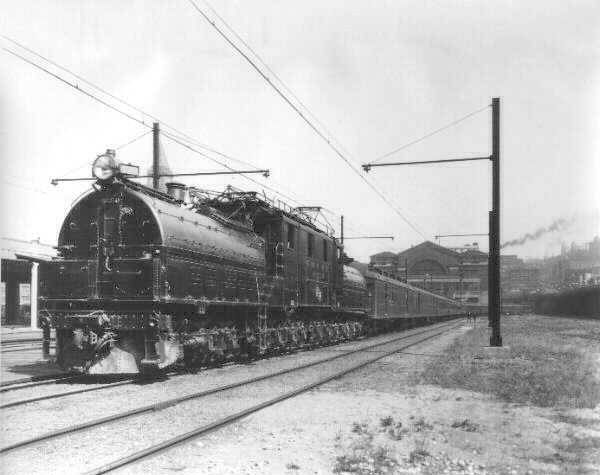
Milwaukee Road EP-2 "Bipolar" partiendo de Seattle, 1925.

Cuando se introdujeron las bipolares, su diseño distintivo y moderno las convirtió en las más famosas locomotoras eléctricas del Milwaukee Road. Llegó a simbolizar el Olympian, el tren de primera clase del ferrocarril de Chicago a Seattle. Su apariencia única y su potencia la convirtieron en la ideal para propósitos publicitarios y se hicieron una serie de demostraciones en las cuales la bipolar era capaz de arrastrar locomotoras de vapor contemporáneas. Durante un corto periodo de pruebas en la Mountain Division, las EP-2 mostraron ser más económicas de operar que las locomotoras eléctricas GE y Westinghouse en uso.
Las cinco EP-2s, numeradas 10250 al 10254, fueron puestas en servicio regular en 1919 en la Coast Division. El Milwaukee Road advirtió inmediatamente el ahorro de los costos sobre las locomotoras de vapor previamente en uso, ya que las bipolares podían correr trenes desde Tacoma a Othello sin paradas de servicio y podía arrastrar trenes cuesta arriba que requerían acoplar dos locomotoras de vapor.

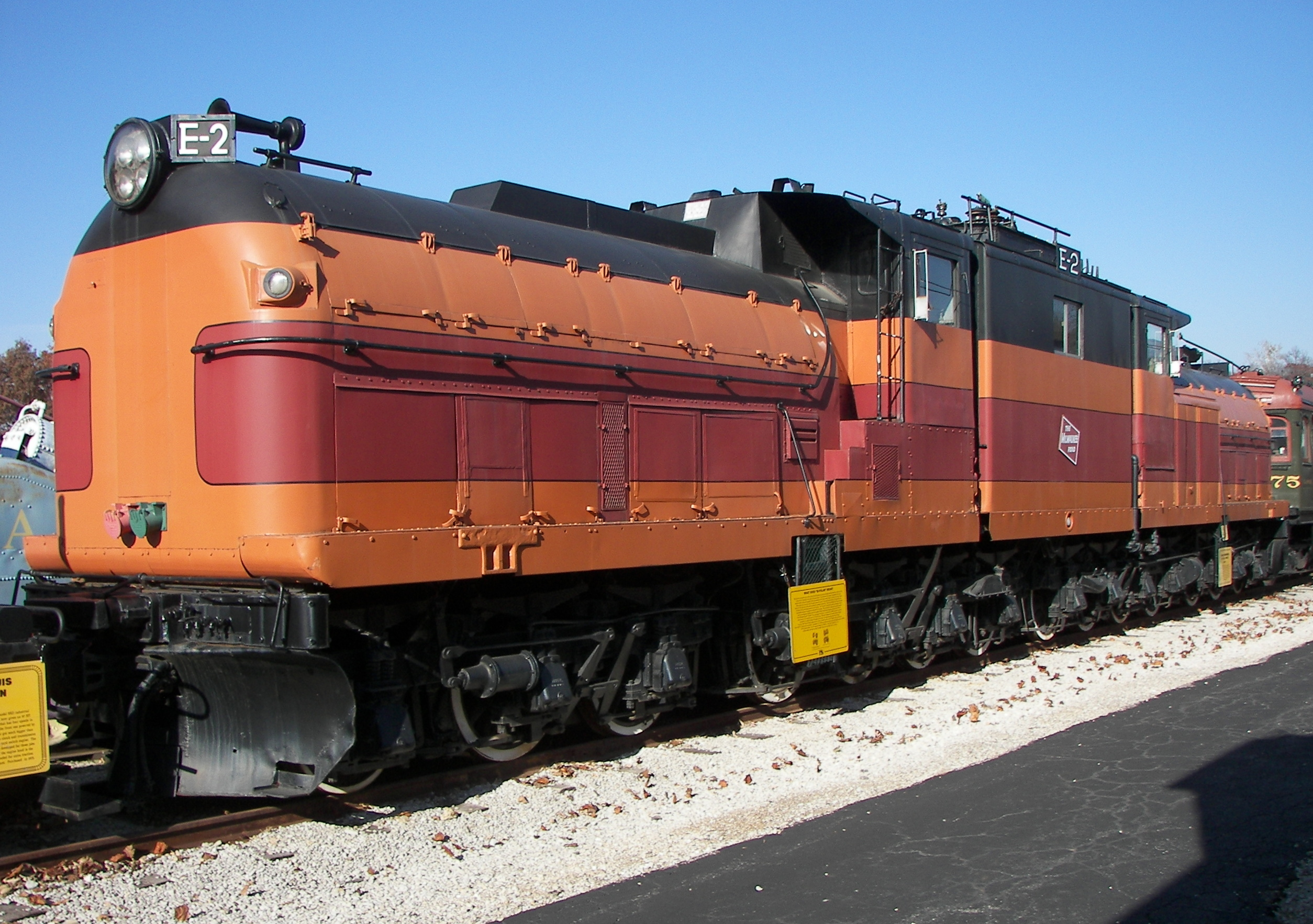
E-2 en exhibición del año 2008

Las bipolares operaron en la Coast Division desde 1919 hasta 1957, la mayor parte del tiempo sin reconstrucciones importantes. En 1939 fueron renumeradas E1-E5. En 1953 las cinco EP-2, las cuales ya tenían 35 años de vida y habían agotado su servicio pesado en tiempo de guerra, fueron profundamente reconstruidas por el Milwaukee Road a un costo de alrededor de $40.000 por unidad. La reconstrucción incluyó derivaciones en los motores de tracción para aumentar su velocidad, rodamientos, mando para múltiples unidades,, y una línea más aerodinámica. Desafortunadamente, el taller del Milwaukee, poco habituado a trabajar con locomotoras eléctricas, hicieron un "trabajo pobre" en la opinión del Jefe del Departamento de Electrificación Laurence Wylie. Luego del trabajo, las bipolares fueron propensas a incendios eléctricos y fallas.
Entre 1954 y 1957 las bipolares vieron decaer su uso, y a mediados de 1957 fueron transferidas de la Coast Division a la Mountain Division. Sus problemas persistieron, y entre 1958 y 1960 las cinco máquinas fueron gradualmente retiradas. En 1962 todas, excepto la E2, fueron remolcadas a Seattle y desguazadas. La locomotora E2 fue donada al Museum of Transportation en San Luis, Misuri en 1962 y trasladada allí el año siguiente. Permanece en exhibición estática desde entonces, y ha sido completamente restaurada a la apariencia que tenía luego de ser reconstruida en 1953.

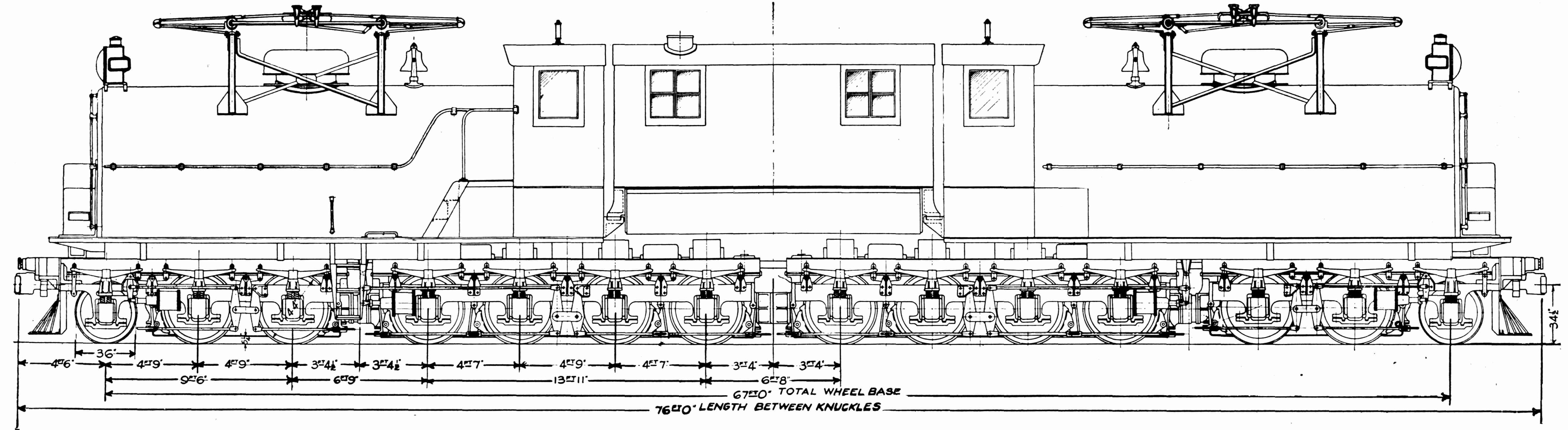
Dibujo del lateral, con las dimensiones.